# Posidonia ostenfeldii
Posidonia ostenfeldii, vrsta porosti uz južnu i zapadnu obalu Australije. Australski je endem Indijskog oceana. Živi na dubinama od 5 do 30 metara